# 皂苷

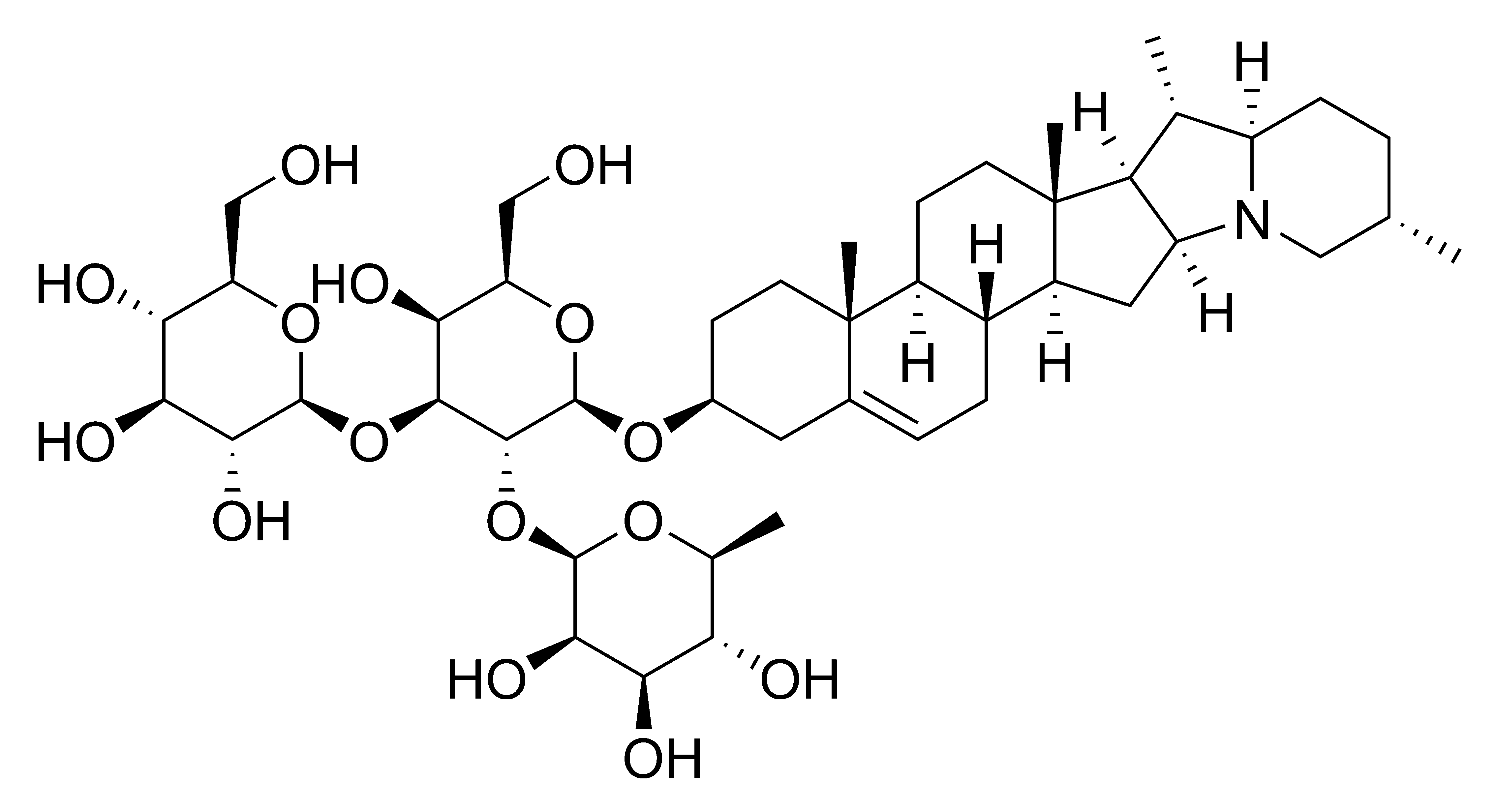
皂苷化學結構 (龍葵鹼)

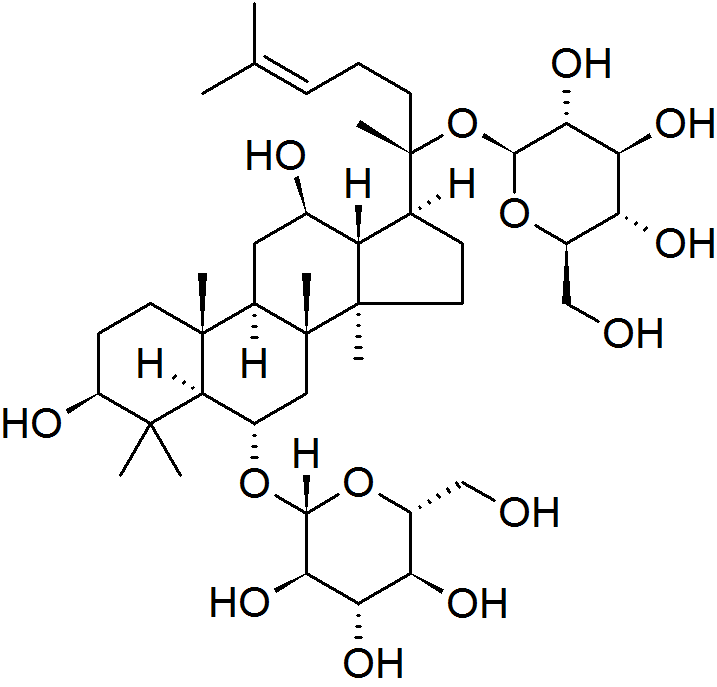
人蔘皂苷的化學結構皂苷Rg1

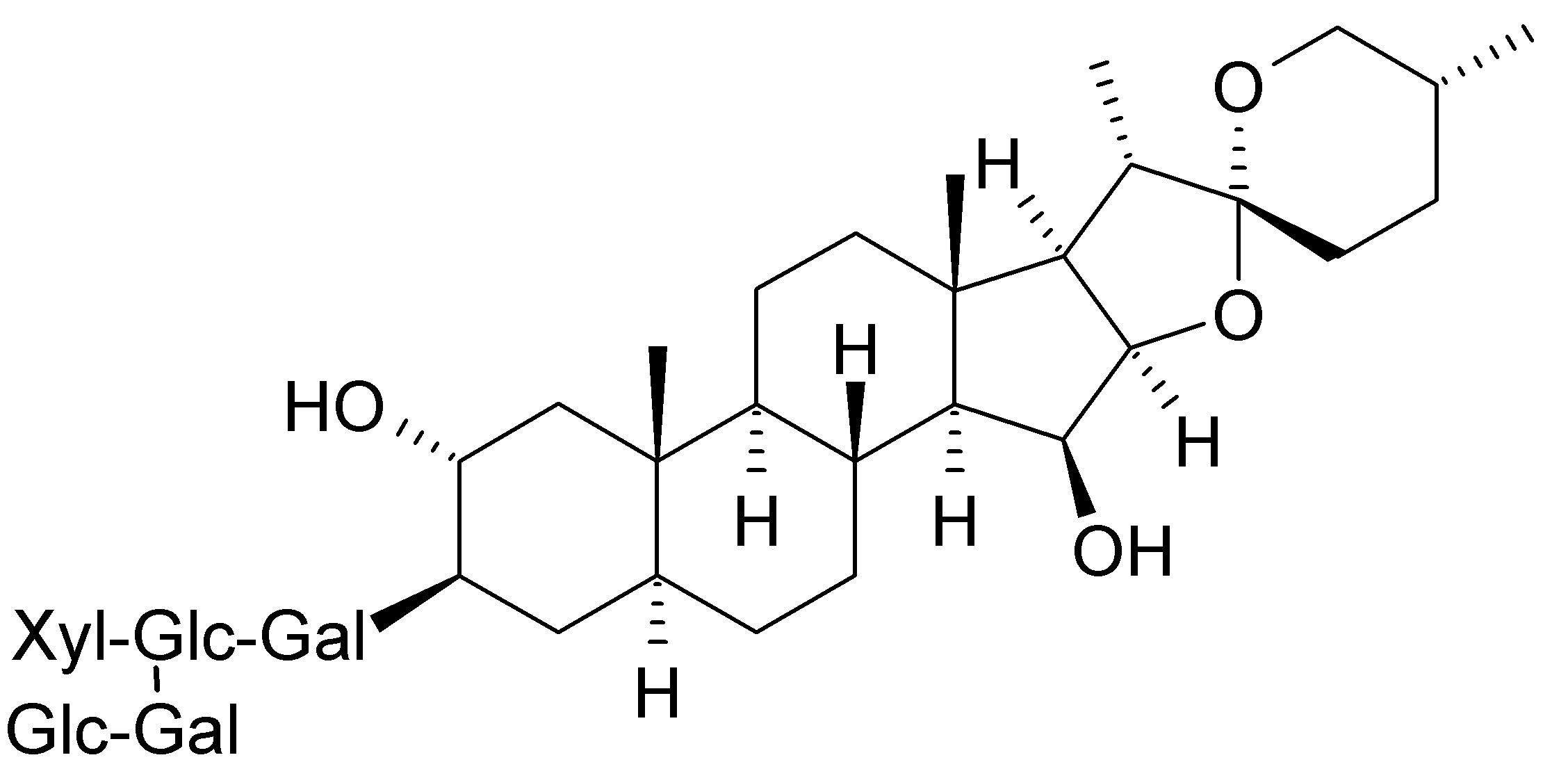
皂苷化學結構 (毛地黃)

桔梗皂苷化學式

海參素乙化學式

皂苷（英語：saponin）又稱皂素，是一類化合物，常見於各不同植物品種中。更具體地現象學中它們具有兩親性甙組合(親水與親脂)，在水溶液中搖動的時候，它們產生肥皂般的泡沫，在結構上通過具有一個或多個親水糖苷部分與一個親脂性三萜衍生物相結合。是苷元为三萜或螺旋甾烷类化合物的一类糖苷，主要分布于陆地维管植物中，也少量存在于海星和海参等海洋生物中。许多中草药如人参、远志、桔梗、甘草、知母和柴胡等的主要有效成分都含有皂苷。
“皂苷”一词由英文名 Saponin 意译而来，英文名则源于拉丁语的 Sapo，意为肥皂。

## 结构和分类
皂苷由皂苷元（一种苷元）与糖构成。皂苷元與糖基之間通過糖苷鍵相連。一個皂苷分子内可以含有一個或多個糖基。组成皂苷的糖常见的有葡萄糖、半乳糖、鼠李糖、阿拉伯糖、木糖、葡萄糖醛酸和半乳糖醛酸等。
苷元为螺旋甾烷类（C-27甾体化合物）的皂苷称为甾体皂苷，主要存在于薯蓣科、百合科和玄参科等。分子中不含羧基，呈中性。燕麦皂苷D和薯蓣皂苷为常见的甾体皂苷。甾体皂苷可根据结构分为：
- 螺旋甾烷类
- 呋喃甾烷类
- 呋喃螺旋甾烷类

苷元为三萜类的皂苷称为三萜皂苷，主要存在于五加科、豆科、远志科及葫芦科等，其种类比甾体皂苷多，分布也更为广泛。大部分三萜皂苷呈酸性，少数呈中性。三萜皂苷可根据结构分为：
- 鲨烯类
- 四环三萜类
  - 羊毛甾烷型
  - 达玛烷型
  - 葫芦烷型
  - 苦楝素型
  - 苦木苦素型
- 五环三萜类
  - 齐墩果烷型
  - 乌索烷型
  - 羽扇豆烷型
  - 藿烷型和异藿烷型

皂苷根据苷元连接糖链数目的不同，可分为单糖链皂苷、双糖链皂苷及三糖链皂苷。其中每個糖鏈又可以是單糖或者寡聚糖。在一些皂苷的糖链上，还通过酯键连有其他基团。
皂苷的化学结构中，由于苷元具有不同程度的亲脂性，糖链具有较强的亲水性，使皂苷成为一种表面活性剂，水溶液振摇后能产生持久性的肥皂样泡沫。一些富含皂苷的植物提取物被用于制造乳化剂、洗洁剂和发泡剂等。

## 理化性质
皂苷的相对分子质量和极性较大，大多数为白色或乳白色的无定形粉末，仅少数为结晶，多有苦和辛辣味，其粉末对人类粘膜有强烈刺激性。可溶于水，易溶于热水、热甲醇、热乙醇中，几乎不溶或难溶于乙醚、苯等极性小的有机溶剂。皂苷在含水丁醇或戊醇中的溶解度较好，故常从水溶液中用丁醇或戊醇提取皂苷，使其与糖、蛋白质等亲水性成分分开。皂苷可被酸或酶水解，但水解条件较为剧烈。

## 显色反应
最常用的显色鉴定反应为 Liebermann-Burchard反应，即在试管中将少量样品溶于乙酸酐，再沿试管壁加入浓硫酸，如两层交界面呈紫红色则为阳性反应。

## 生物活性
一些皂苷对细胞膜具有破坏作用，表现出毒鱼、灭螺、溶血、杀精及细胞毒等活性。皂苷能溶血是因为多数皂苷能与胆固醇结合生成水不溶性的分子复合物。皂苷的生物活性与其所连接的糖链数目和苷元的结构都有关，例如人参总皂苷没有溶血的现象，但分离后其中以人参三醇及齐墩果酸为苷元的人参皂苷有显著的溶血作用，而以人参二醇为苷元的人参皂苷则有抗溶血作用。除此以外，有些皂苷还具有抗肿瘤、免疫调节、抗炎、降胆固醇、保肝、降血糖、抗微生物和心血管活性等生物活性。

## 例子
- 人参皂苷
- 绞股蓝皂苷
- 大豆皂苷
- 甘草酸
- 丝瓜皂苷

## 内文注释
1. ↑  Riguera, Ricardo. . Journal of Marine Biotechnology. August 1997, 5 (4): 187–193.[永久]
2. ↑  Asl, Marjan Nassiri; Hossein Hosseinzadeh. . Phytotherapy Research. June 2008, 22 (6): 709–24. PMID 18446848. doi:10.1002/ptr.2362.
3. ↑  Xu R, Zhao W, Xu J, Shao B, Qin G. . Advances in Experimental Medicine and Biology. 1996, 404: 371–82. PMID 8957308.
4. ↑  Hostettmann, K.; A. Marston. . Cambridge: Cambridge University Press. 1995: 3ff. OCLC 29670810.  ISBN 0-521-32970-1.
5. ↑  Francis, George; Zohar Kerem, Harinder P. S. Makkar and Klaus Becker. . British Journal of Nutrition. December 2002, 88 (6): 587–605. PMID 12493081. doi:10.1079/BJN2002725.

## 外部連結
- Medical Dictionary on Saponin
- Saponins in Wine （页面存档备份，存于）, by ScienceDaily, accessed Sep 9,2003
- Molecular Expressions Phytochemical Gallery - Saponin （页面存档备份，存于）
- Saponins: Suprising [sic] benefits of desert plants （页面存档备份，存于）
- Other uses of Quillaja Saponins and derived products, some works of different authors.
- How to survive the world's worst diet （页面存档备份，存于）
- Quillia Extracts （页面存档备份，存于） JECFA Food Additives Series 48